# さみだれ (護衛艦)
さみだれ（ローマ字：JS Samidare, DD-106）は、海上自衛隊の護衛艦。むらさめ型護衛艦の6番艦。艦名は「五月雨」に由来し、この名を受け継ぐ日本の艦艇としては旧海軍の白露型駆逐艦「五月雨」に続いて2代目。
本記事は、本艦の艦暦について主に取り扱っているため、性能や装備等の概要についてはむらさめ型護衛艦を参照されたい。

## 艦歴
「さみだれ」は、中期防衛力整備計画に基づく平成7年度計画4,400トン型護衛艦2235号艦として、石川島播磨重工業東京第1工場で1997年9月11日に起工され、1998年9月24日に進水、2000年3月21日に就役し、第4護衛隊群第4護衛隊に編入され呉に配備された。
2001年5月16日から8月3日の間、護衛艦「ひえい」、「ちょうかい」とともに米国派遣訓練に参加。
2002年9月17日、テロ対策特別措置法に基づき、「ひえい」とともにインド洋に派遣。同年12月まで任務に従事し、2003年1月3日に帰国した。
2003年9月4日から8日にかけて護衛艦「しらね」とともにロシア・ウラジオストックを訪問、8日にはウラジオストック沖で日露共同訓練に参加した。
2004年2月15日、テロ対策特別措置法に基づきインド洋に派遣。同年5月まで任務に従事し、6月29日に帰国した。
2006年、環太平洋合同演習（RIMPAC）に参加。
2008年3月26日、護衛隊改編により第4護衛隊群第8護衛隊に編入された。
同年7月9日、オーストラリア海軍主催の多国間海上共同訓練カカドゥ2008に参加するため呉基地を出港する。7月30日に豪・ダーウィンに寄港、8月20日に呉基地に帰投する。
2009年3月14日、ソマリア沖の海賊対策のために護衛艦「さざなみ」と共に第1次派遣海賊対処行動水上部隊を編成し呉を出航、3月30日オマーンのサラーラ沖に到着した夕方から護衛活動を開始し、4月11日には、船員法第14条に基づきアデン湾西部でマルタ船籍商船を追跡していた不審船に対しソマリ語音声で海自艦艇を名乗り、不審船の商船追跡を中止させた。派遣期間中、計41回（121隻）の護衛活動を実施し、8月16日に帰国。
2011年3月7日、日中中間線に程近い白樺ガス田付近を警戒監視中のところ、中国国家海洋局所属のヘリコプターが水平約70m、高度約40mまで異常接近し翌8日に日本政府は中国政府に抗議している。
2011年6月20日、第9次派遣海賊対処行動水上部隊として護衛艦「うみぎり」と共にソマリア沖・アデン湾に向かい呉基地から出航、34回の護衛を実施し同年12月3日帰国した。
2011年8月1日、編成替えにより第4護衛隊群第4護衛隊に編入された。
2013年11月13日、第17次派遣海賊対処行動水上部隊として「さざなみ」と共にソマリア沖へ向けて出航した。
同年12月10日から、第151合同任務部隊(CTF-151)の活動に初めて参加し、ゾーンディフェンスを行った。また、2014年3月2日には、エンジン故障で漂流中のイエメン船を救助 する等の活動をし、同年5月17日に帰国した。
2017年4月23日から護衛艦「あしがら」とともにアメリカ合衆国海軍空母「カール・ヴィンソン」(CVN-70)を中心とした空母打撃群とともに共同巡航訓練を実施した。
2018年12月2日、第32次派遣海賊対処行動水上部隊としてソマリア沖・アデン湾に向けて呉基地から出航、翌2019年4月まで任務に従事し、5月25日に呉に帰港する。
2019年9月26日～10月4日にかけて日米印共同訓練（マラバール2019）に参加する。佐世保から関東南方に至る海空域おいて実施され、海自からは他に護衛艦「ちょうかい」、「かが」、補給艦「おうみ」、P-1哨戒機。米海軍からは駆逐艦「マッキャンベル」、P-8A、潜水艦、インド海軍からはフリゲート「サヒャドゥリ」、コルベット「キルタン」、P-8I が参加し、対抗訓練、対潜戦訓練、対空戦訓練、対水上射撃訓練、対空射撃訓練、洋上補給訓練を実施する。
同年10月16日、令和元年東日本台風（台風19号）の影響で中止となった14日の令和元年度自衛隊観艦式に参加する予定であった中国海軍駆逐艦「タイユェン」と関東南方の太平洋上で無線を使った通信訓練などを実施した。海自の日中親善訓練は2011年12月以来で3回目。
2021年11月4日から5日にかけて、関東南方海空域においてドイツ海軍フリゲート「バイエルン」と日独共同訓練を実施した。
2022年1月9日、第41次派遣海賊対処行動水上部隊として呉基地から出港する予定。なお、本部隊から情報収集活動の任務を併せて付与することにより、海賊対処行動と情報収集活動を兼務する。「さみだれ」は1月9日に呉地区を出港した後、新型コロナウイルス感染症拡大の状況を踏まえ、乗組員全員に対しPCR検査を実施するとともに、日本近海において14日間にわたり訓練等を行いつつ乗組員の健康観察を実施した上で、ソマリア沖・アデン湾に向け進出した。任務に従事中の5月1日、アデン湾において、フランス海軍フリゲート「シュルクーフ」との日仏PASSEXを実施した。6月26日、アラビア海において、オマーン海軍哨戒艦「KHASSAB」（KHASSAB）とPASSEXを実施した。6月28日には、アラビア海北部の海域において、米海軍駆逐艦「ゴンザレス」と日米共同訓練を実施した。7月23日、インド洋において、インド海軍哨戒艦「スカーニャ」と日印共同訓練を実施した。同年8月10日、呉基地に帰港した。
2023年6月1日、令和5年度インド太平洋方面派遣（IPD23）に参加するため呉を出港した。第1水上部隊として護衛艦「いずも」、「しらぬい」及び搭載航空機4機とともに、「自由で開かれたインド太平洋」の実現に資するべく、インド太平洋地域の各国海軍等との共同訓練等を実施する予定
。同年6月8日から10日にかけて、「いずも」とともに米海軍「ロナルド・レーガン」及び「ニミッツ」空母打撃群、「B-52戦略爆撃機」、フランス海軍フリゲート「ロレーヌ」と沖縄東方海域において日米仏共同訓練を実施した。引き続き6月10日から14日には「ロナルド・レーガン」空母打撃群、カナダ海軍フリゲート「モントリオール」、フランス海軍フリゲート「ロレーヌ」と沖縄南方海域から南シナ海に至る海空域において、日米加仏共同訓練を実施した。同年6月14日から6月19日にかけて南シナ海において、米海軍空母「ロナルド・レーガン」、巡洋艦「ロバート・スモールズ」、フランス海軍フリゲート「ロレーヌ」と日米仏共同訓練（ノーブル・バッファロー）を実施した。6月20日から23日にかけて、「いずも」とともにベトナムカムランに寄港し、各種交流行事を実施した。出港後には、ベトナム人民海軍フリゲート「リータイトー」と日越親善訓練を実施した。6月24日・25日、南シナ海において、オーストラリア海軍フリゲート「アンザック」及びオーストラリア空軍P-8Aと対水上戦、対空戦、LINKEX等の日豪共同訓練（トライデント23）を実施した。7月5日から10日にかけて、ビシャカパトナム港及びベンガル湾周辺海空域において実施される日印共同訓練（JIMEX2023）に参加する。インド海軍からは駆逐艦「デリー」、コルベット「カモルタ」、補給艦「シャクティ」、潜水艦、P-8I、DORNIER-228等が参加し、洋上フェーズでは各種戦術訓練（対潜戦、対水上戦、防空戦等）、洋上補給、PHOTOEX等を実施した。同年7月29日、コロンボ沖訓練海空域において、スリランカ民主社会主義共和国海軍哨戒艦「ガジャバフ」と戦術運動、PHOTOEX等の日スリランカ親善訓練を実施した。同年8月24日、「いずも」とともにマニラ周辺訓練海空域において実施された日米豪比共同訓練に参加した。他に米海軍沿海域戦闘艦「モービル」、オーストラリア海軍強襲揚陸艦「キャンベラ」、フリゲート「アンザック」、オーストラリア空軍F-35A、フィリピン海軍揚陸艦「ダバオ・デル・スール」が参加し、洋上補給、PHOTOEXを実施した。同年9月5日・6日、沖縄南方訓練空海域において「いずも」、潜水艦（IPD23潜水艦部隊）とともに日米加共同訓練（ノーブル・スティングレイ）に参加した。米海軍駆逐艦「ラルフ・ジョンソン」、カナダ海軍フリゲート「オタワ」が参加し、各種戦術訓練（対潜戦等）、PHOTOEXを実施した。
2024年6月3日、第48次派遣海賊対処行動水上部隊としてソマリア沖・アデン湾に向けて呉基地から出港した。進出途上の同年6月22日、コロンボ沖において、スリランカ海軍哨戒艦「ガジャバフ」と日スリランカ親善訓練を実施した。訓練項目は戦術運動、通信訓練、PHOTOEX。同年9月15日、アデン湾東部においてEU海上部隊フリゲート「ヌマンシア」（スペイン海軍）と海賊対処共同訓練を実施した。主要訓練項目は人員移送、近接運動、戦術運動。
同年11月19日、コロンボ沖においてスリランカ海軍哨戒艦「ガジャバフ」と日スリランカ親善訓練を実施した。訓練項目は戦術運動、通信訓練。同年年11月23日（洋上フェーズ）及び11月25日（停泊フェーズ）、マラッカ海峡及びポートクラン港内で実施された日マレーシア共同訓練に参加した。マレーシア海軍から哨戒艦「トレンガヌ」、哨戒艦「カストゥリ」、Eurocopter Fennec AS 555SNが参加し、洋上フェーズでは各種戦術訓練（戦術運動、通信訓練）及びPHOTOEX、停泊フェーズでは立入検査訓練を実施した。同年12月13日に呉に帰港した。

### 歴代艦長
| 代 | 氏名       | 在任期間              | 出身校・期 | 前職                            | 後職                           | 備考 |
| -- | ---------- | --------------------- | ---------- | ------------------------------- | ------------------------------ | ---- |
| 01 | 青木 陽    | 2000.3.21 - 2001.4.9  | 防大20期   | さみだれ艤装員長                | 横須賀地方総監部管理部総務課長 |      |
| 02 | 大原知之   | 2001.4.10 - 2002.4.21 | 防大22期   | 横須賀地方総監部管理部 総務課長 |                                |      |
| 03 | 種生茂美   | 2002.4.22 - 2003.10.6 |            |                                 |                                |      |
| 04 | 川波辰男   | 2003.10.7 - 2005.3.24 | 防大25期   | くろべ艦長                      | 海上幕僚監部副監察官           |      |
| 05 | 千々岩和雄 | 2005.3.25 - 2007.3.25 | 防大23期   | 舞鶴海上訓練指導隊船務航海科長  | 海上自衛隊第1術科学校教官      |      |
| 06 | 大保信一郎 | 2007.3.26 - 2008.8.24 | 防大26期   | さわゆき艦長                    |                                |      |
| 07 | 松井陽一   | 2008.8.25 - 2010.3.24 | 防大29期   | 海上幕僚監部総務部総務課        | 海上自衛隊第1術科学校主任教官  |      |
| 08 | 内藤裕之   | 2010.3.25 - 2012.3.11 | 防大29期   | 佐世保地方総監部 管理部人事課長 | 海上自衛隊幹部学校教官         |      |
| 09 | 保苅秀之   | 2012.3.12 - 2013.3.31 | 37期幹候   | せとぎり艦長                    | 海上自衛隊第1術科学校主任教官  |      |
| 10 | 松山秀夫   | 2013.4.1 - 2013.8.29  | 防大34期   | とね艦長                        | 呉海上訓練指導隊               |      |
| 11 | 斎藤 貴    | 2013.8.30 - 2014.8.11 | 防大32期   | むらさめ艦長                    | 大湊海上訓練指導隊             |      |
| 12 | 菅原 誠    | 2014.8.12 - 2015.7.22 | 防大41期   | 護衛艦隊司令部                  | 自衛艦隊司令部                 |      |
| 13 | 横山成樹   | 2015.7.23 - 2016.8.7  | 防大41期   | 第1護衛隊群司令部幕僚           | 自衛艦隊司令部                 |      |
| 14 | 岡田裕二   | 2016.8.8 - 2017.7.31  |            | 沖縄基地隊総務科長              | 海上幕僚監部副監察官           |      |
| 15 | 斎藤夕祈雄 | 2017.8.1 - 2018.8.9   | 防大34期   | 横須賀海上訓練指導隊教育科長    | 誘導武器教育訓練隊訓練科長     |      |
| 16 | 川合 元    | 2018.8.10 - 2020.3.18 |            | 舞鶴海上訓練指導隊船務航海科長  | 呉地方総監部総務課             |      |
| 17 | 釜山 忍    | 2020.3.19 - 2021.8.22 | 防大42期   | 呉地方総監部防衛部              | 呉地方総監部防衛部             |      |
| 18 | 田村真禎   | 2021.8.23 - 2023.2.19 |            | 護衛艦隊司令部                  | 護衛艦隊司令部                 |      |
| 19 | 奥村健二   | 2023.2.20 - 2024.2.8  |            | とね艦長                        |                                |      |
| 20 | 古賀直樹   | 2024.2.9 -            |            |                                 |                                |      |

## ギャラリー

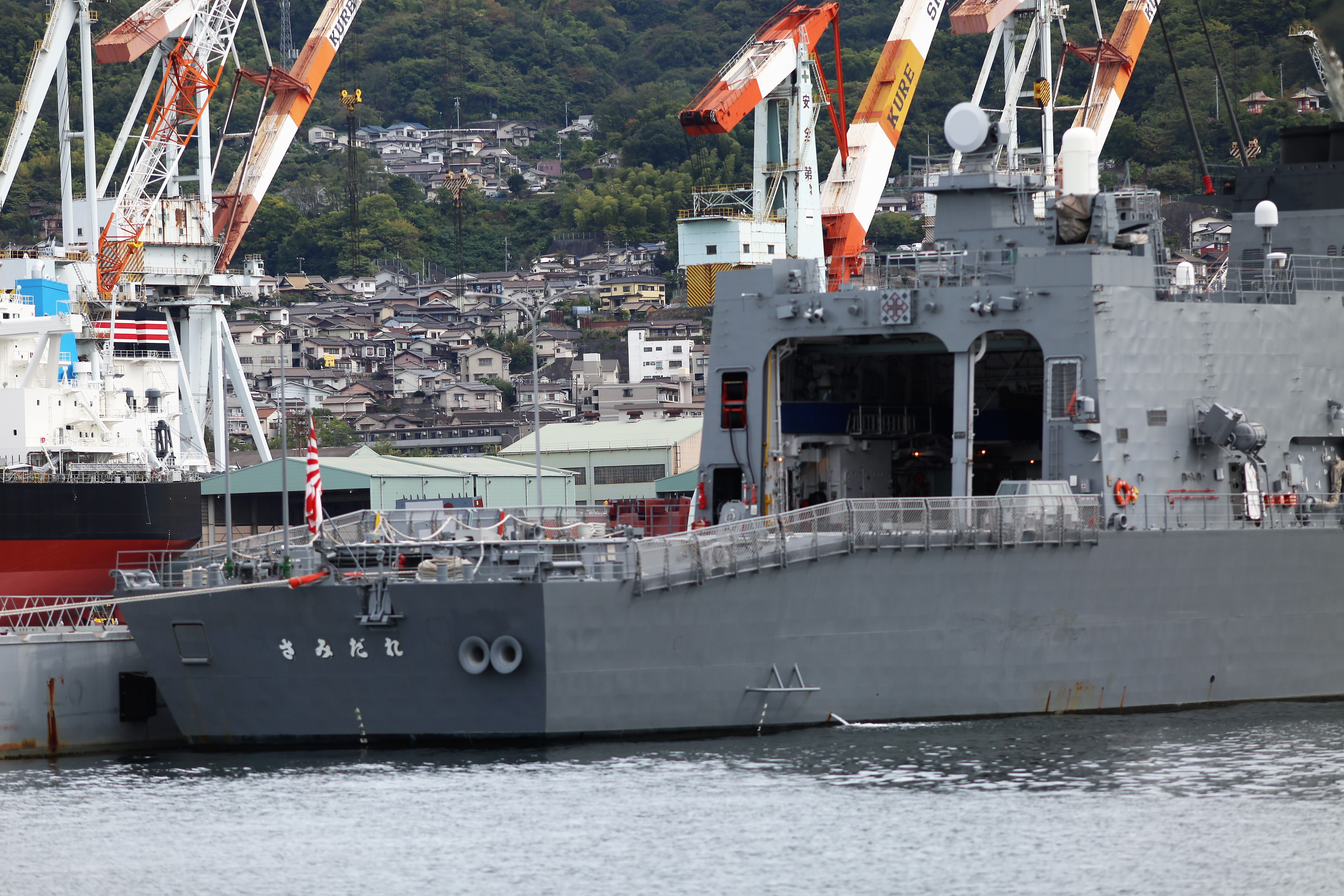
「さみだれ」の艦尾。艦尾に曳航具繰出口が見える（円形の2つ孔）
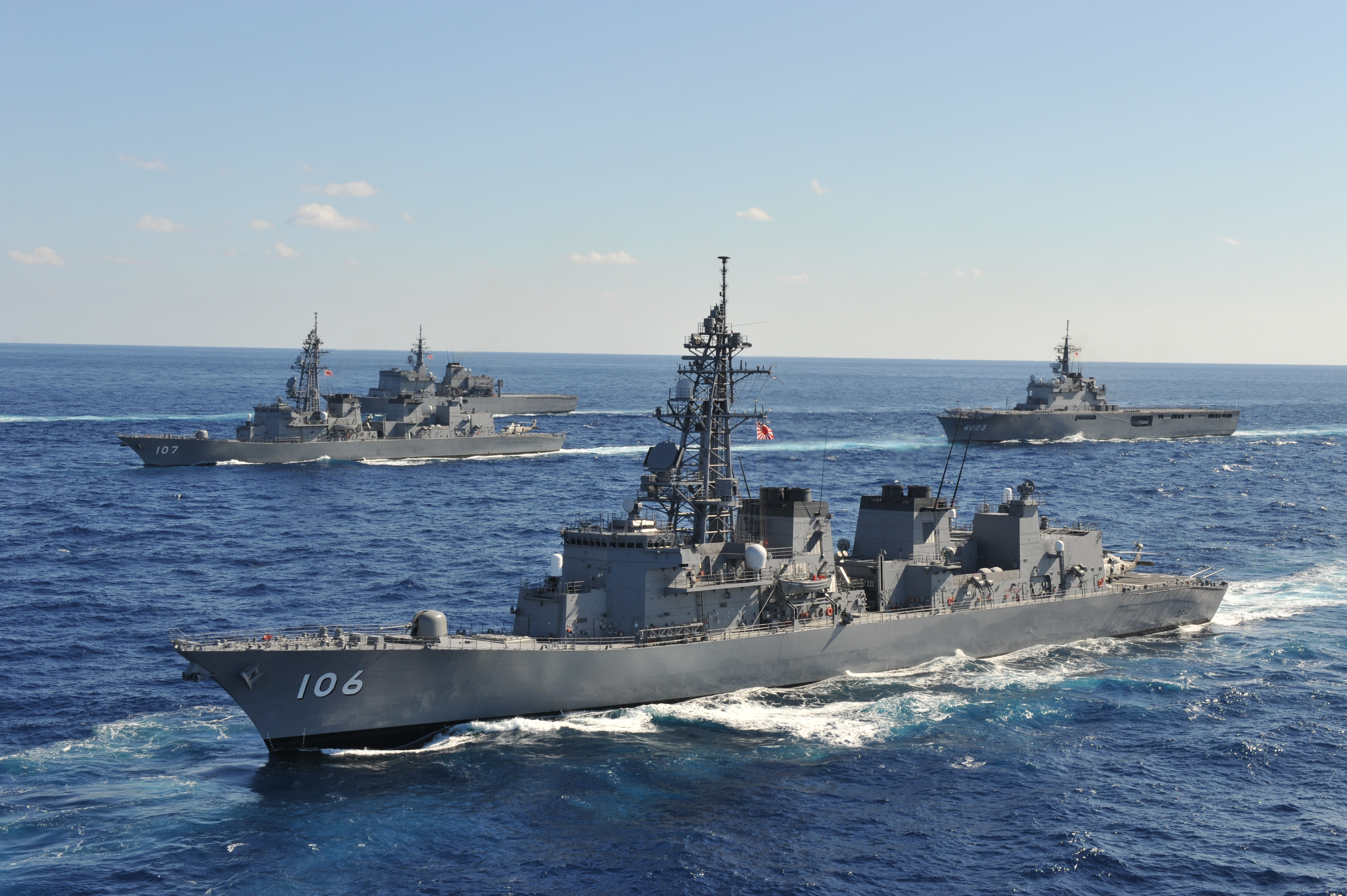
僚艦と陣形成形訓練を実施する「さみだれ」
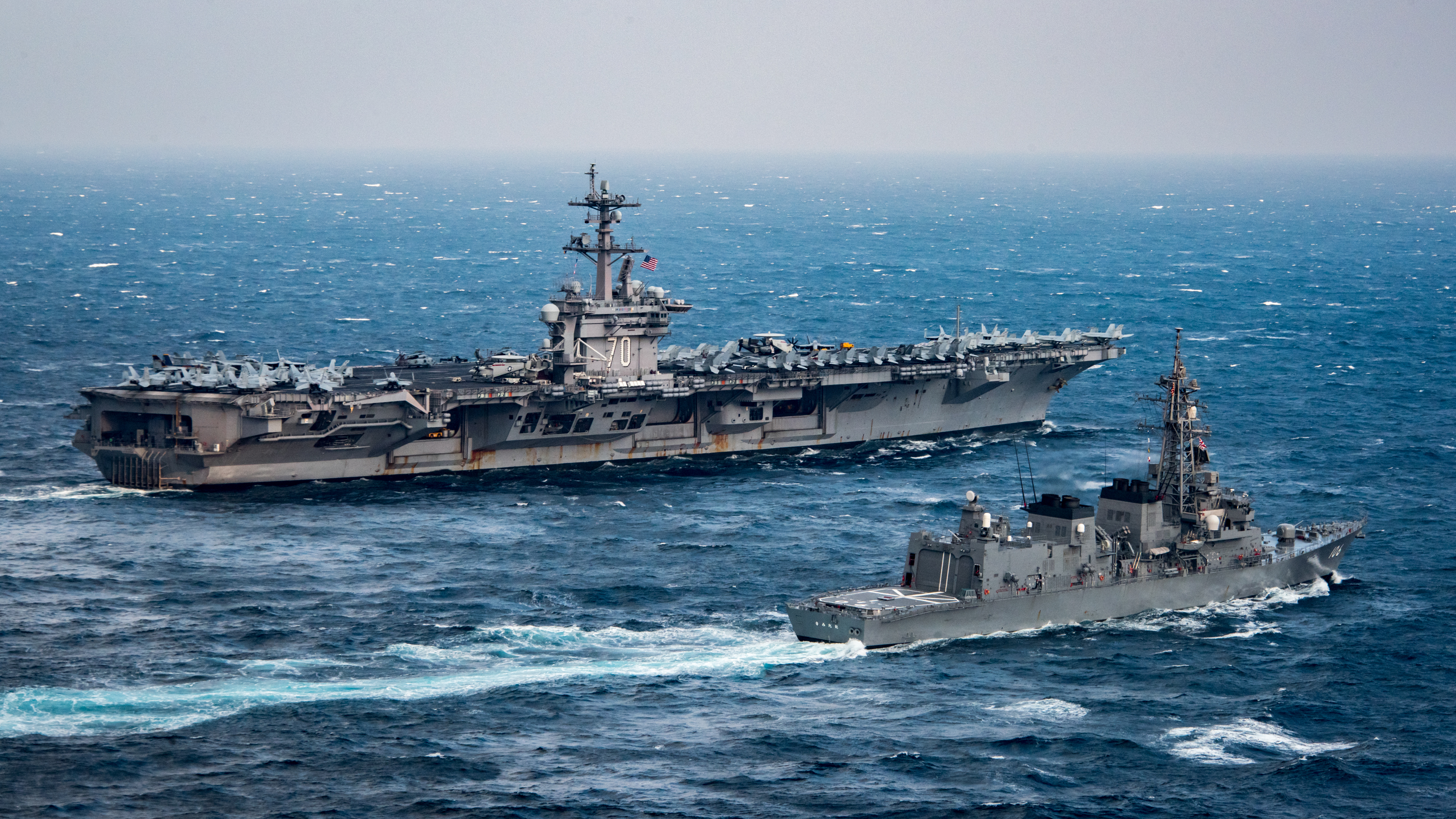
米海軍の空母「カール・ヴィンソン」と共に航行する「さみだれ」
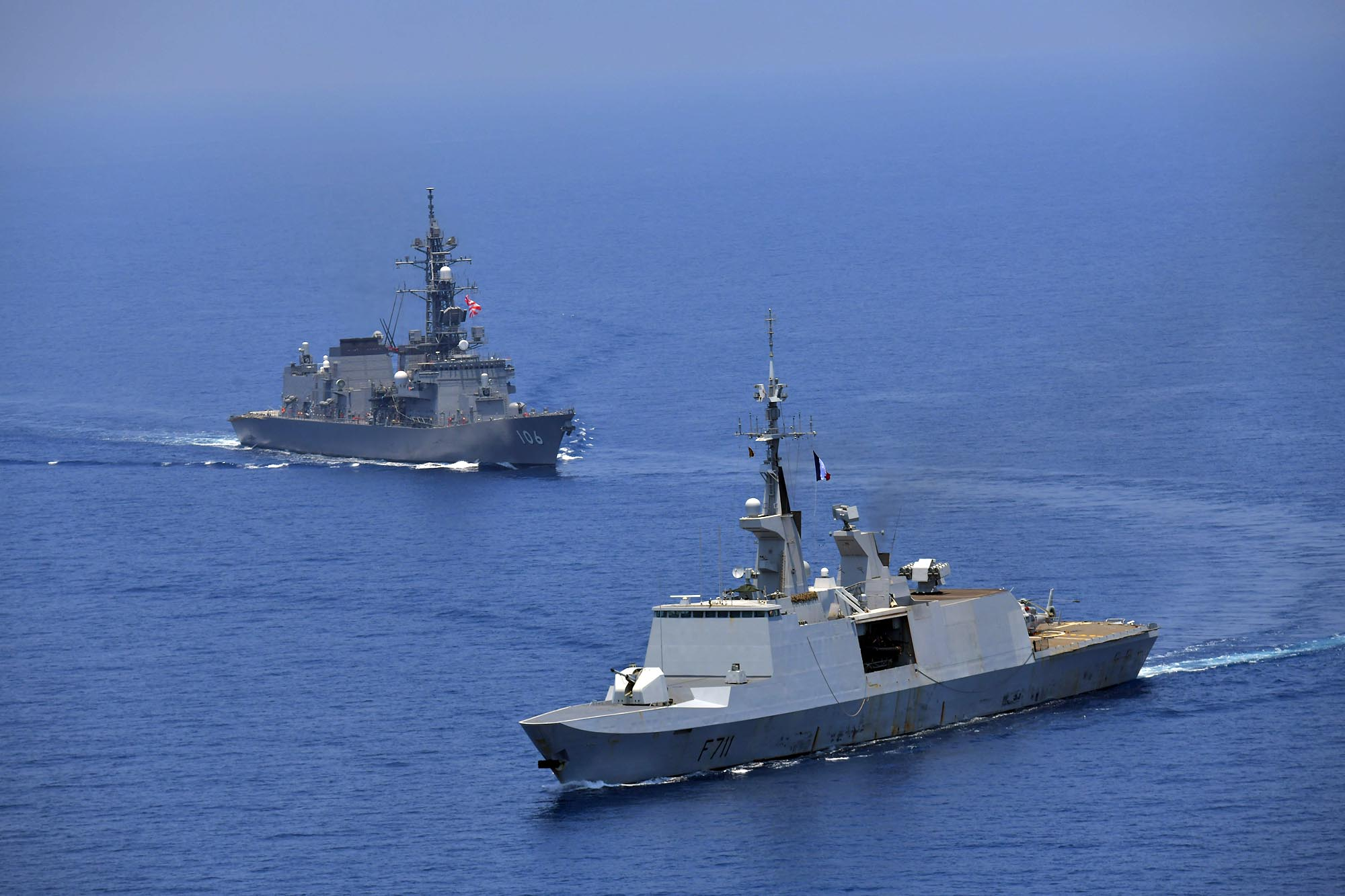
アデン湾において仏フリゲート「シュルクーフ」と日仏PASSEXを実施中の「さみだれ」（奥）
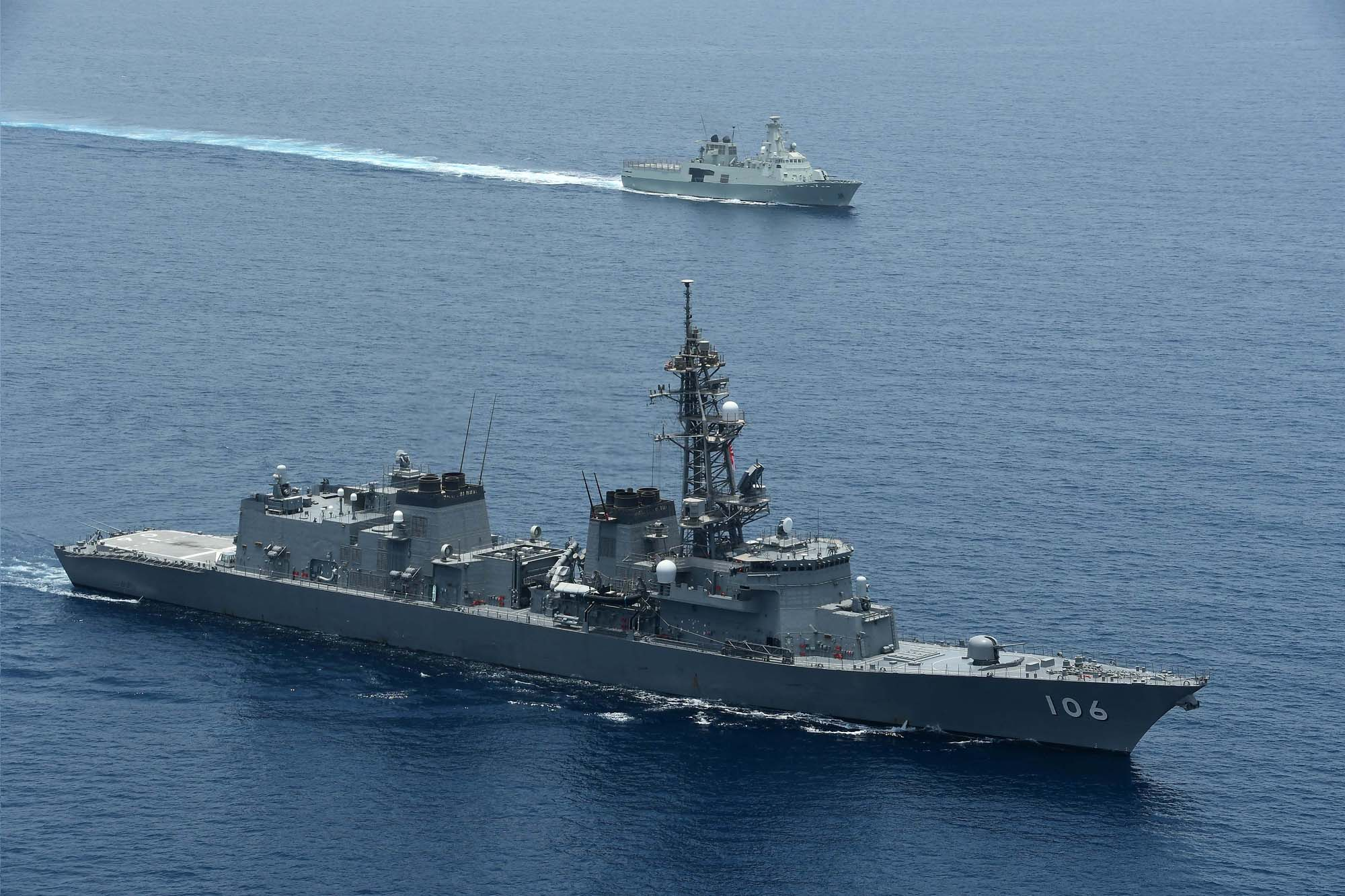
「さみだれ」とオマーン海軍哨戒艦KHASSAB（アラビア海において）